# منطقة النزهة
تقع منطقة النزهة في مدينة إربد في الجهة الجنوبية الشرقية من مركز المدينة، وهي من المناطق ذات الطابع الحضاري والمدني المتقدم.

## شكل المنطقة
بالنظر إلى شكل المنطقة من الخارطة، يجعلها كشكل المثلث يحدها من الشمال شارع الملك حسين ويفصلها عن منطقة الروضة,،
ومن الجنوب شارع شفيق ارشيدات (شارع الجامعة) ويفصلها عن منطقة الروضة ومنطقة الرابية، ومن الوسط يقسمها شارع الملك عبد الله الثاني.
وتجتمع الشوارع الثلاثة عند ميدان القبة تقريبا شمالا.

## أحياء المنطقة
تحوي المنطقة أربعة أحياء وهي :
- حي الورود بين شارع الملك الحسين وشارع الملك عبد الله الثاني.
- حي الحكمة بين شارع الملك الحسين وشارع الملك عبد الله الثاني.
- حي النزهة بين شارع الملك الحسين وشارع الملك عبد الله الثاني.
- حي الجامعة بين شارع شفيق ارشيدات وشارع الملك عبد الله الثاني.

## معالم المنطقة
1. جامعة اليرموك
2. إسكان الضباط
3. إسكان الجامعة الشرقي
4. مجمع سفريات عمان الجديد